# Theodor Kittelsen
Theodor Severin Kittelsen (Kragerø, Telemark, 27 de abril de 1857 - Jeløya, Østfold, 21 de enero de 1914) fue un artista noruego. Es uno de los artistas más populares en Noruega. Kittelsen se hizo famoso por sus pinturas inspiradas en la naturaleza, como también por sus ilustraciones de cuentos de hadas y leyendas, especialmente de troles.

## Biografía
Theodor Severin Kittelsen nació en el pueblo costero de Kragerø en la provincia de Telemark, Noruega. Su padre falleció a temprana edad, dejando una esposa y 8 hijos en una difícil situación económica. Theodor solamente tenía 11 años cuando se hizo aprendiz de un relojero. Cuando contaba con 17 años su talento artístico fue descubierto por Diderich Maria Aall, gracias a lo cual fue inscrito como alumno en la escuela de pintura de Wilhelm von Hanno en Cristianía (actualmente Oslo). Debido a la generosa ayuda financiera de Aall, más tarde pudo estudiar en Múnich. Sin embargo, desde 1879 Diderich Aall no pudo continuar con su apoyo financiero, por lo que Kittelsen tuvo que ganar su propio sustento como dibujante para periódicos y revistas alemanas.
En 1882 Kittelsen recibió una beca para estudiar en París. En 1887 volvió definitivamente a Noruega, donde encontró en la naturaleza una gran fuente de inspiración. Pasó los siguientes dos años en Lofoten donde vivió con su hermana y su cuñado en el faro Skomvær. En aquel lugar Kittelsen también comenzó a escribir textos para complementar sus dibujos.
Durante 1899 Theodor Kittelsen y su familia se mudaron a un nuevo hogar con un estudio artístico, al cual él denominó Lauvlia, cercano a Prestfoss. Kittelsen pasó sus mejores años artísticos en aquel lugar. Durante este tiempo, Kittelsen fue contratado por los coleccionistas folklóricos noruegos Peter Christen Asbjørnsen y Jørgen Moe, para ilustrar su recopilación de Cuentos populares noruegos (en noruego: Norske Folkeeventyr).
En 1908 fue nombrado caballero de la Orden de San Olaf. No obstante ello, se vio forzado a vender y abandonar Lauvlia en 1910 a medida que su salud comenzó a fallar. Se le concedió un estipendio artístico en 1911, falleció en la bancarrota en 1914.
El estilo artístico de Kittelsen puede ser clasificado entre neo-romántico y pintura naif. Como artista nacional noruego es altamente respetado y muy conocido en su país, pero no se sabe mucho de él internacionalmente, razón por la cual su nombre no es incluido generalmente en los registros de pintores y artistas internacionalmente reconocidos.

## Lauvlia
Lauvlia, su antiguo hogar, está situado al norte de Prestfoss, en la ruta 287, con vista al lago Soneren. El área a su alrededor (en particular el monte Andersnatten, desde el cual se puede ver el lago unos cuantos kilómetros al norte), sirvió de inspiración a algunos de los paisajes más famosos de Kittelsen. Hoy en día, Lauvlia es un museo privado que ofrece una exhibición de los trabajos originales de Kittelsen, junto a sus tallados en madera y murales. Cada año se abre una nueva exhibición, donde se organizan actividades de pintura y dibujo para los niños. Las pinturas exhibidas se rotan cada año.

## Pinturas y dibujos

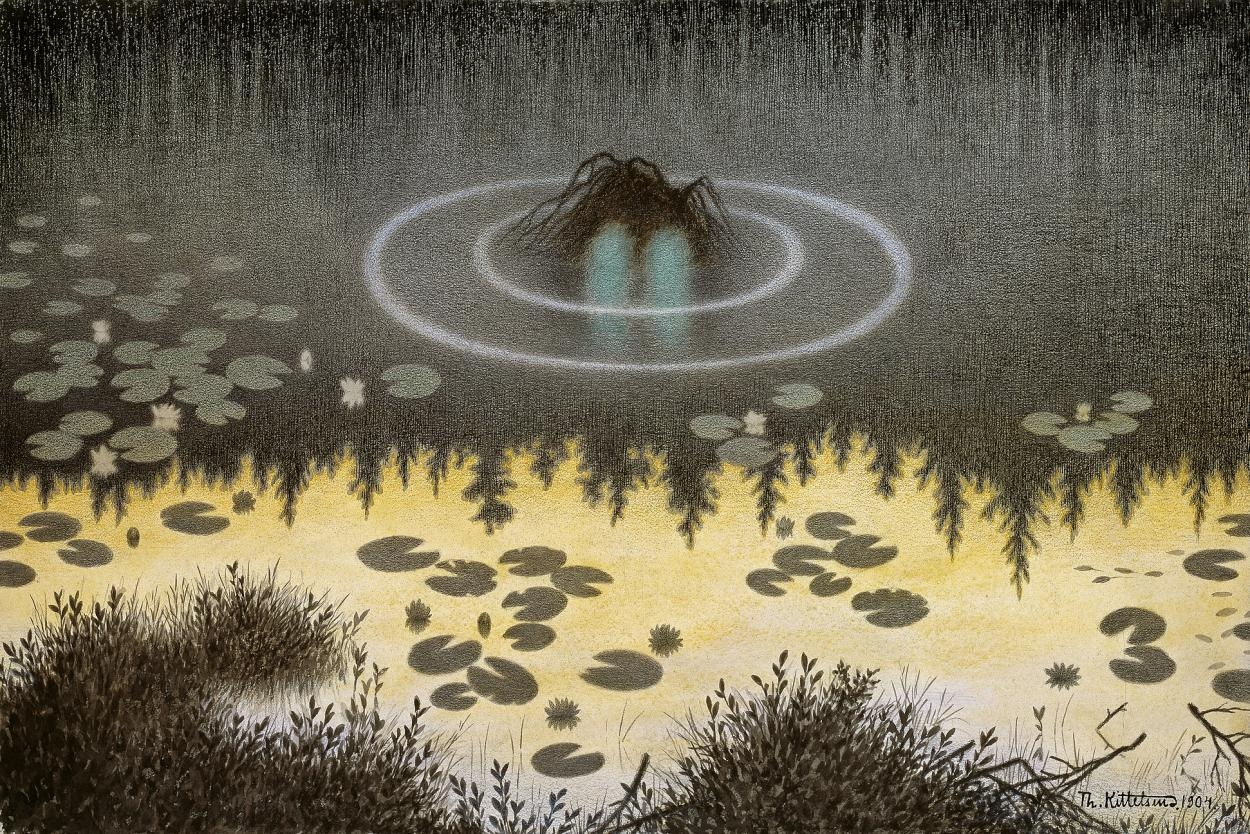
Nøkken, 1887-92 (El duendecillo del agua)
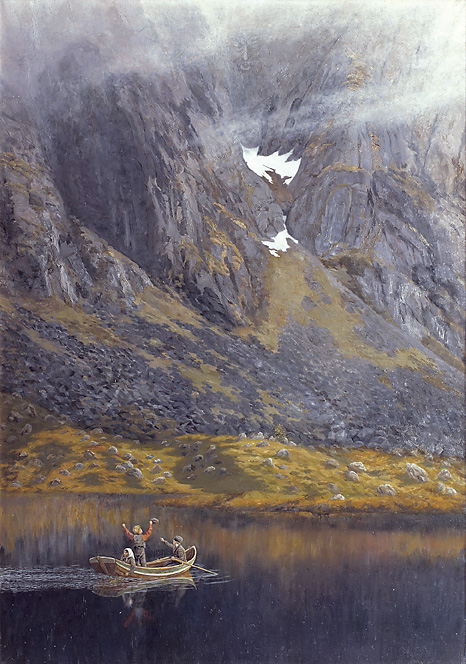
Ekko 1888. (Eco)
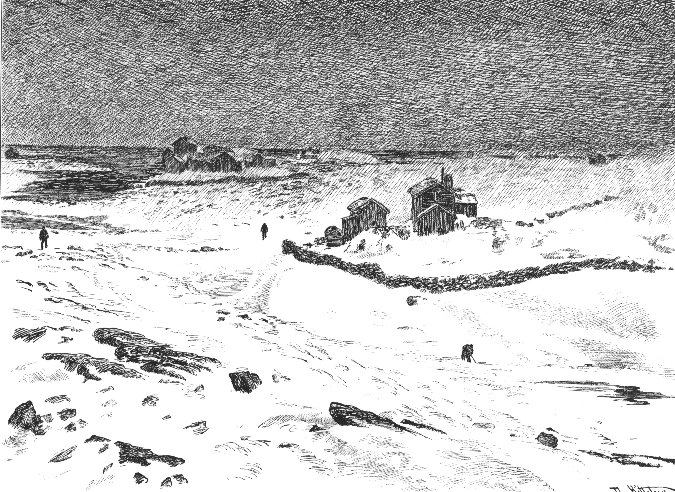
Røst, 1890 (Desde la isla Røst)
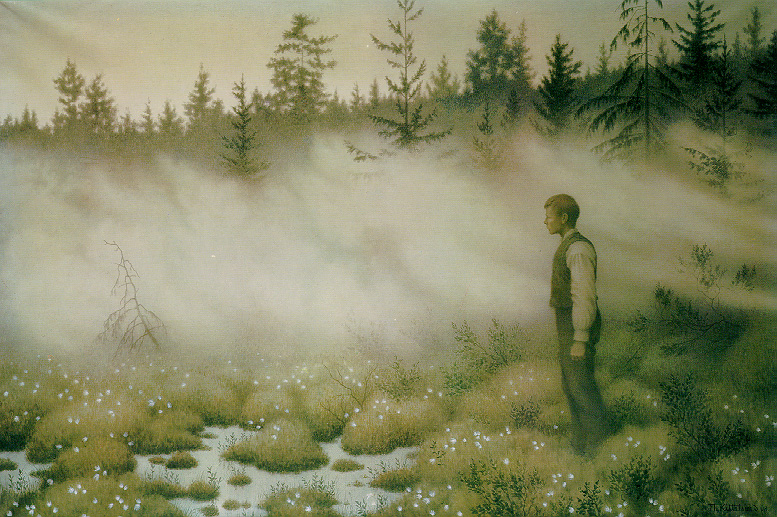
Alfen det forsvant (El hada que desapareció)
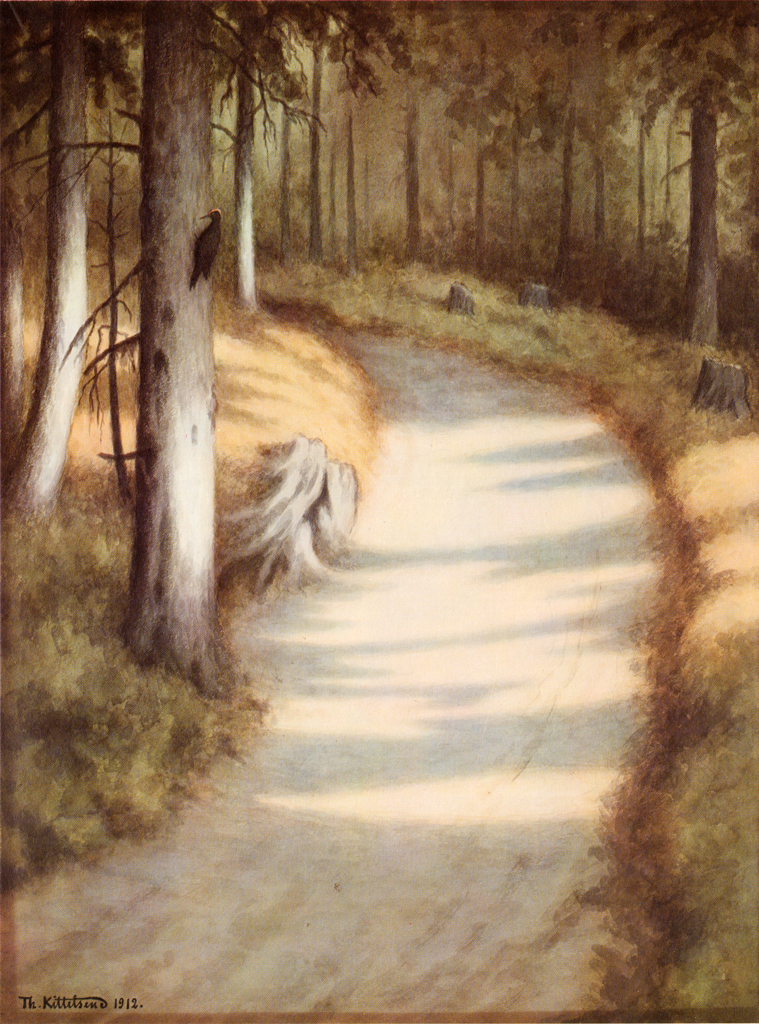
Hakkespett, 1912 (Pájaro carpintero)
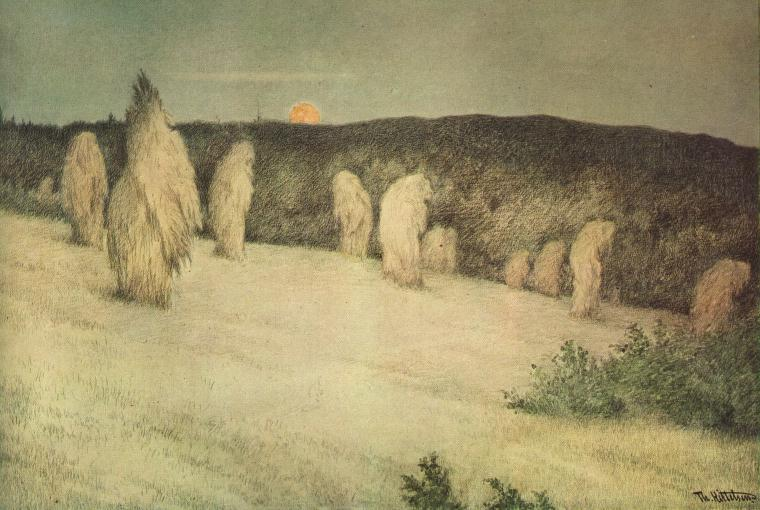
Kornstaur i måneskinn, ca. 1900 (Gavillas de trigo a la luz de la luna)
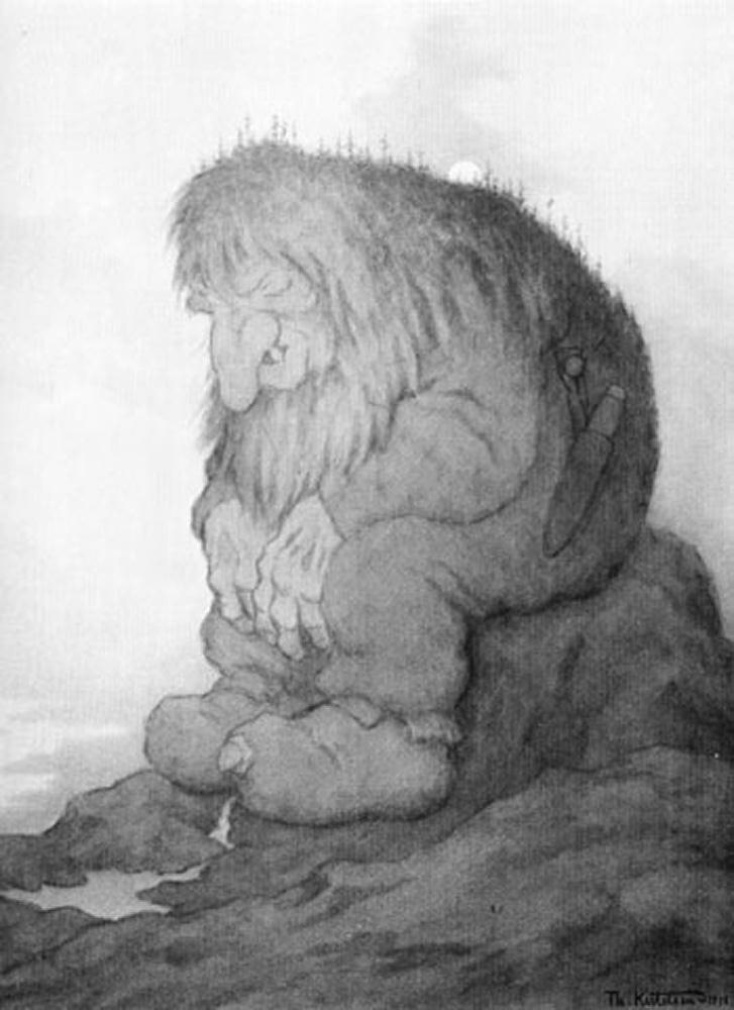
Trollet som grunner på hvor gammelt det er, 1911 (El trol se pregunta cuán viejo es)
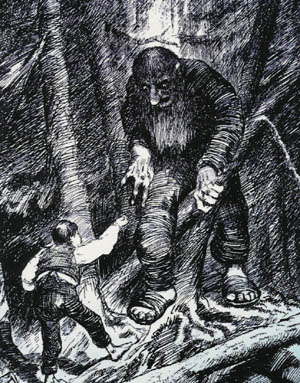
Askeladden (Askeladden y un trol)
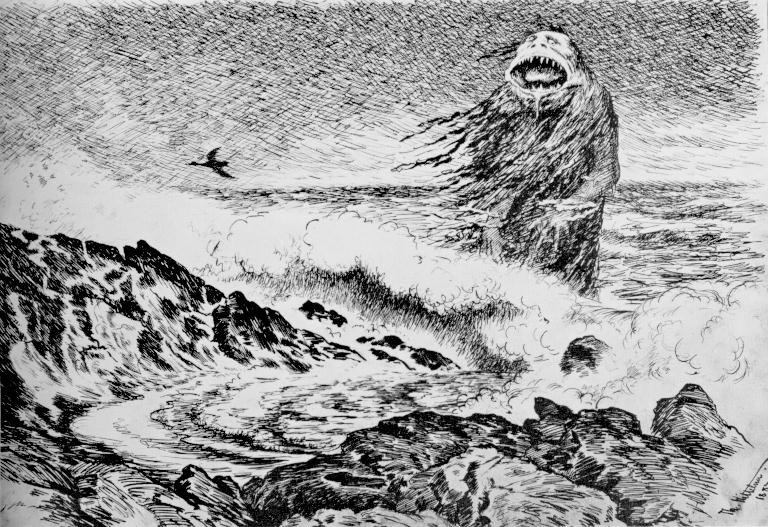
Sjøtrollet, 1887 (El trol marino)
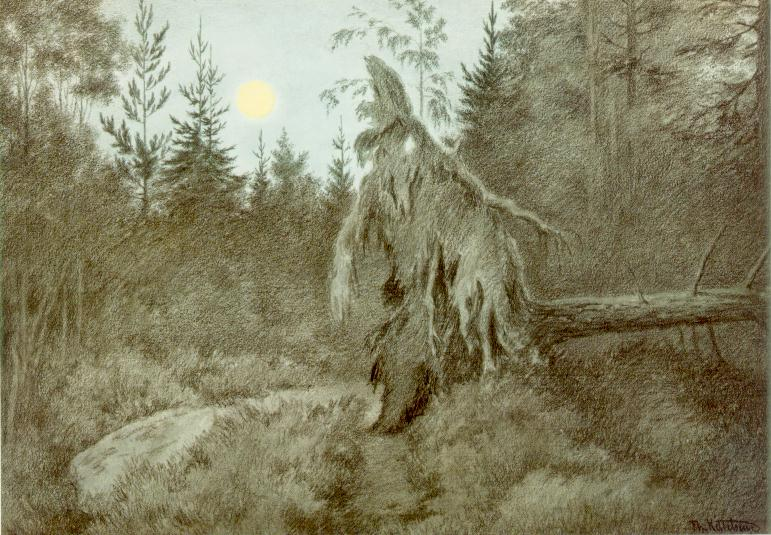
Det rusler og tusler rasler og tasler, 1900 (Espeluznante, repelente, crujiente, animado)
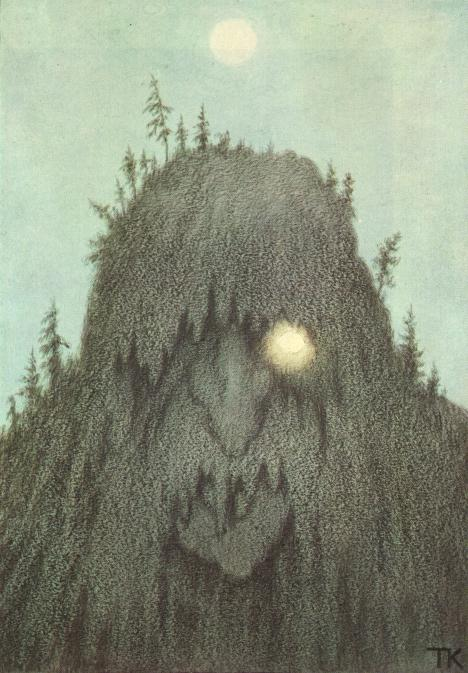
Skogtroll, 1906 (Trol del bosque)
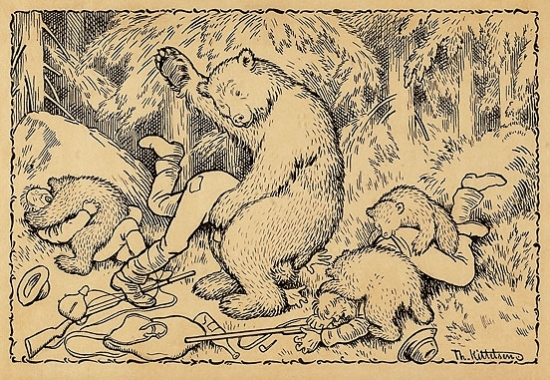
En uheldig bjørnejakt. (Una desafortunada cacería de osos)
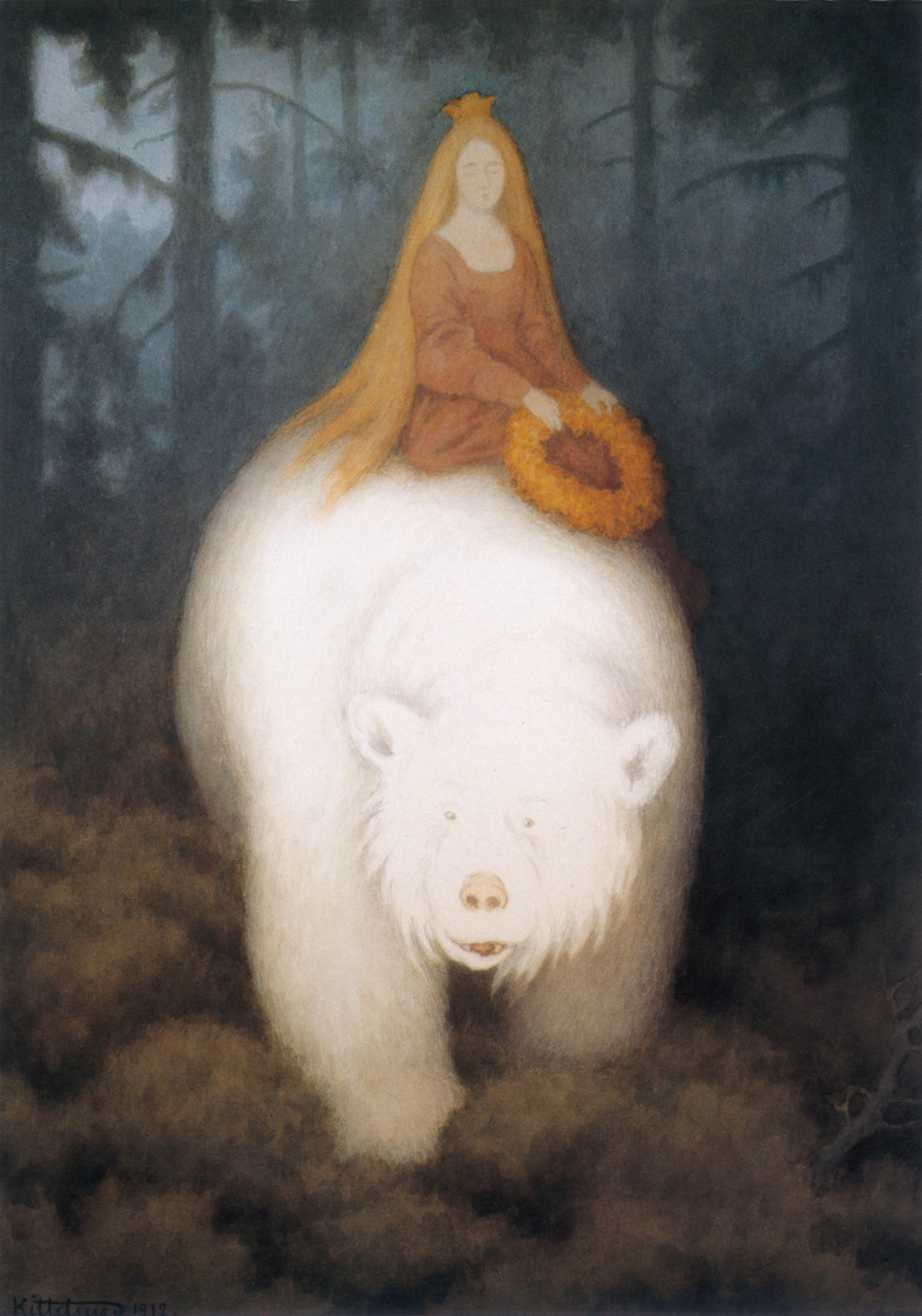
Kvitebjorn - Kong Valemon , 1912 (El rey Valemon de los osos polares)
Op under Fjeldet toner en Lur .1900 (Arriba en las colinas la llamada de una Clarion resuena)
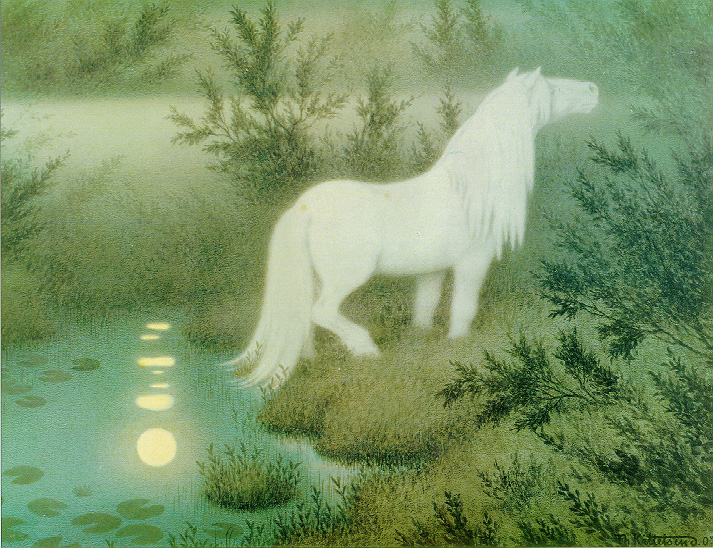
Nøkken som hvit hest .1909 (La Nix como un caballo blanco)
Juletroll .1907 (Troll de Yule)
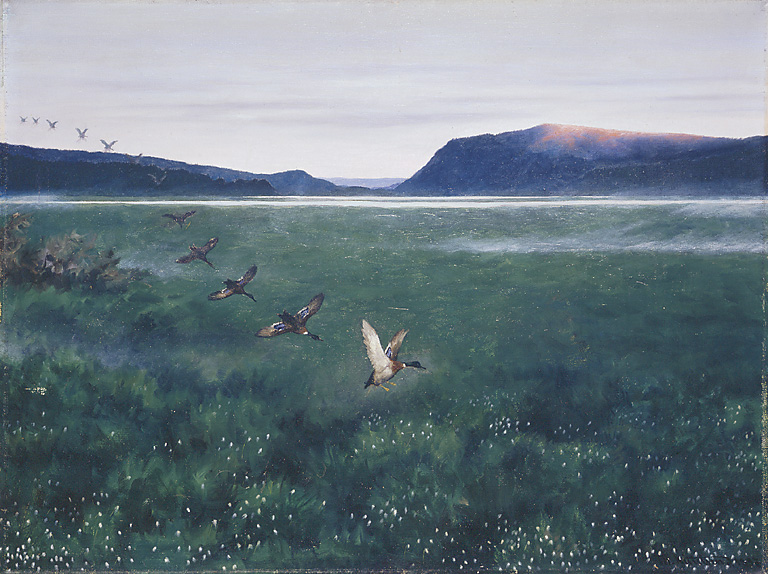
12 villender .1897 (12 patos salvajes)
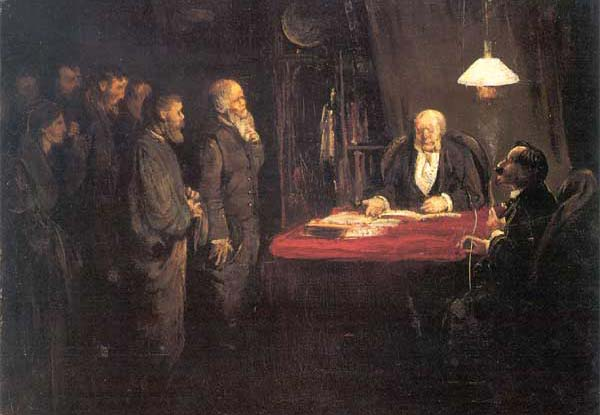
Streik .1879 (Huelga)
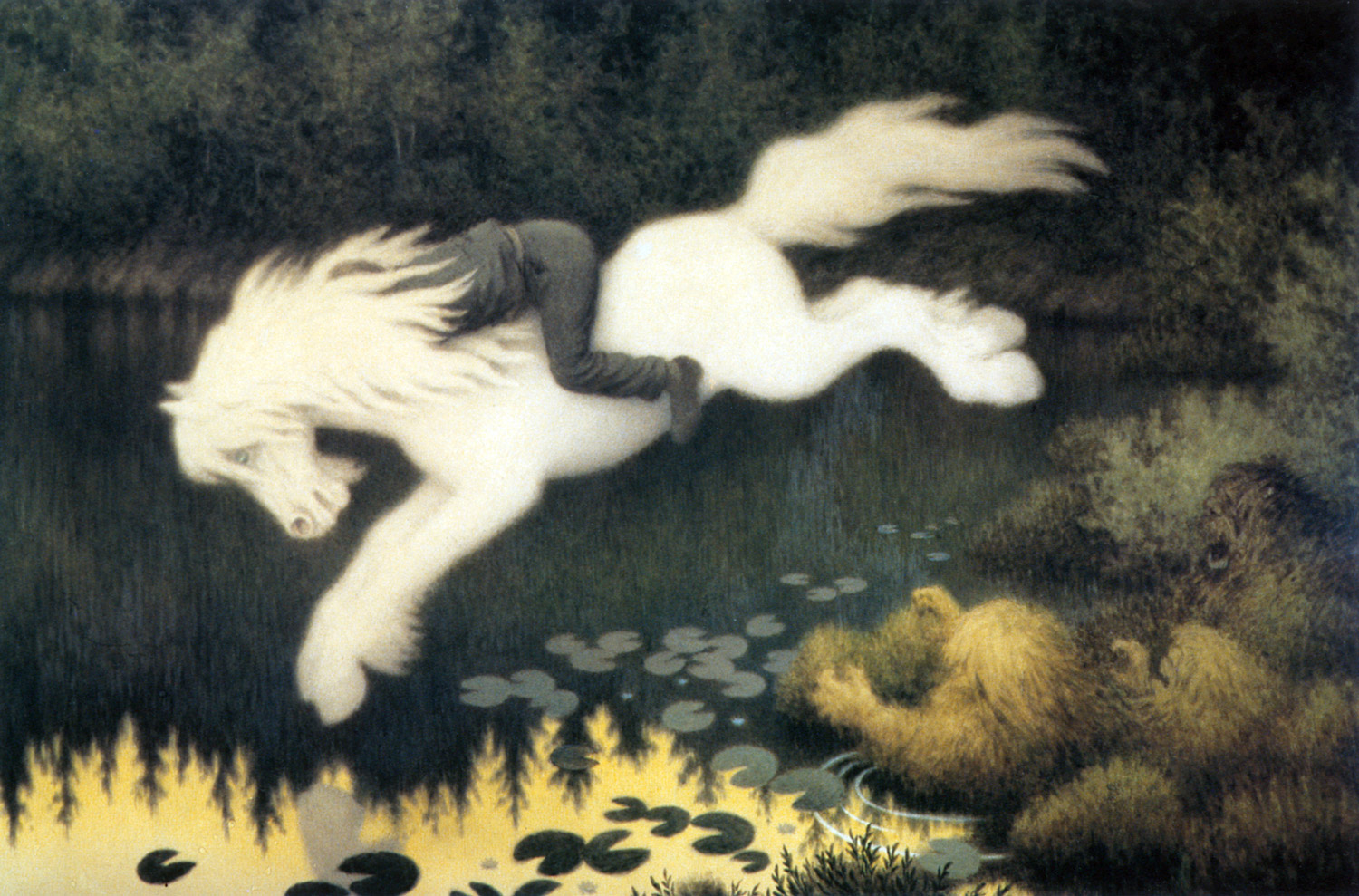
Gutt på hvit hest (Niño en caballo blanco)
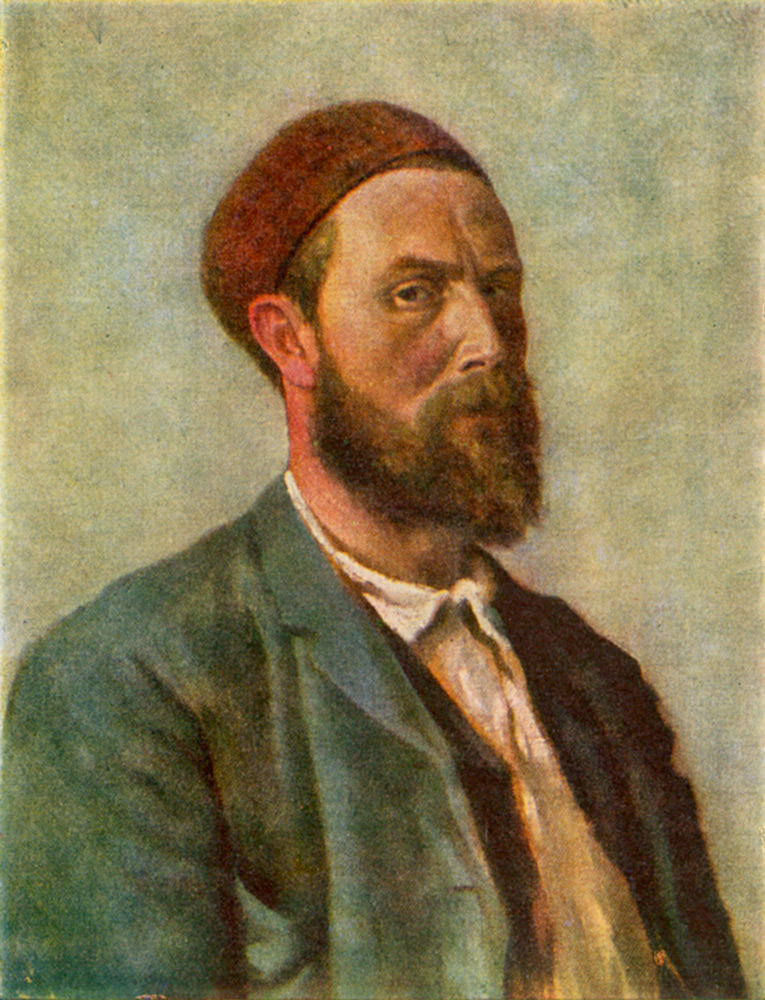
selvportrett. 1891 (Autorretrato)

### Ilustraciones paraSvartedauen (La muerte negra)

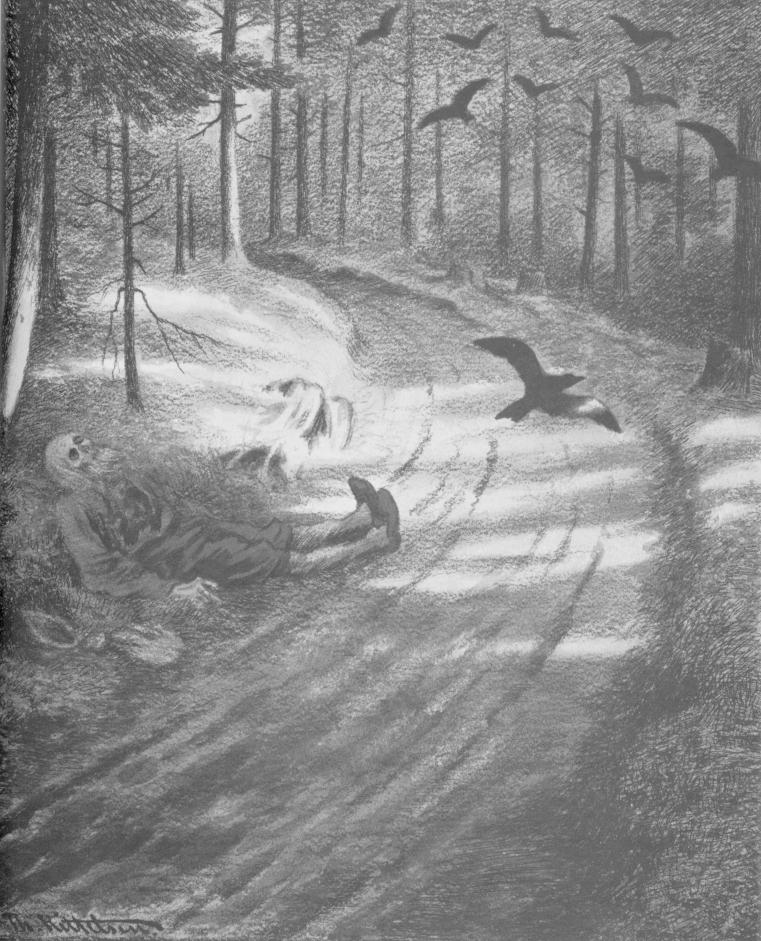
Fattigmannen, 1894-95 (El mendigo)
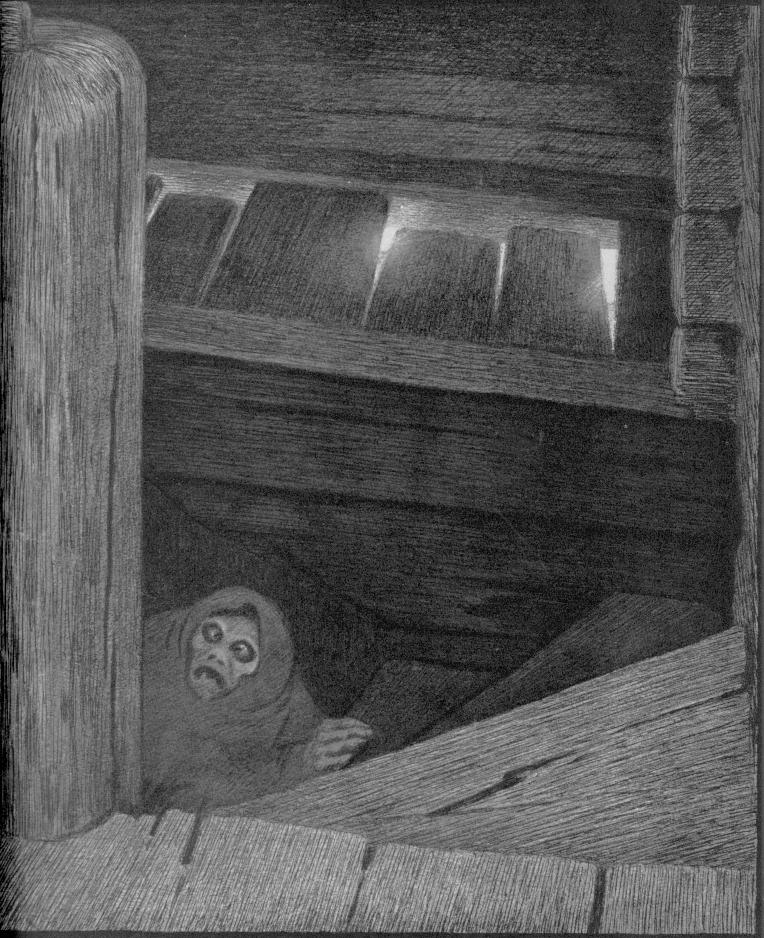
Pesta i trappen, 1896 (Peste en las escaleras)
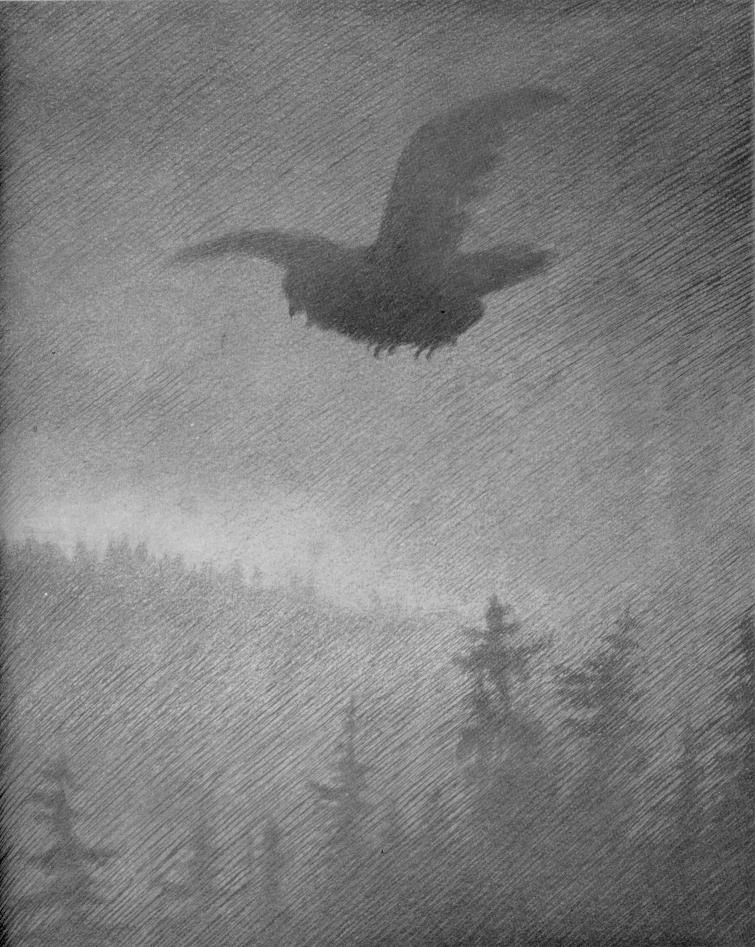
Pesta Kommer, 1894-95 (Se viene la peste)
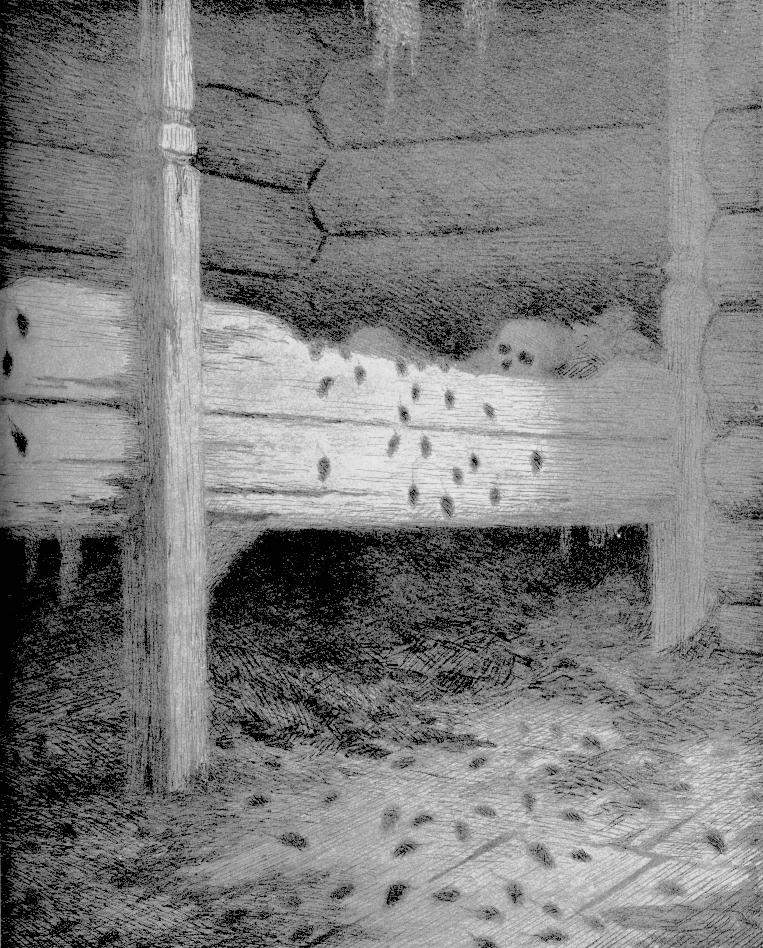
Musstad (Miríada de ratones), 1896